# UDP-N-acetilglukozamin—dolihil-fosfat N-acetilglukozaminfosfotransferaza
UDP-N-acetilglukozamin—dolihil-fosfat -acetilglukozaminfosfotransferaza (EC 2.7.8.15, UDP-D-N-acetilglukozamin N-acetilglukozamin 1-fosfatnana transferaza, UDP-GlcNAc:dolihil-fosfat GlcNAc-1-fosfatna transferaza, UDP-N-acetil--glukozamin:dolihol fosfat N-acetil--glukozamin-1-fosfat transferaza, uridin difosfoacetilglukozamin-dolihil fosfatna acetilglukozamin-1-fosfotransferaza, chitobiozilpirofosforildoliholna sintaza, dolihol fosfat N-acetilglukozamin-1-fosfotransferaza, UDP-acetilglukozamin-dolihol fosfat acetilglukozamin fosfotransferaza, UDP-acetilglukozamin-dolihol fosfat acetilglukozamin-1-fosfotransferaza) je enzim sa sistematskim imenom UDP-N-acetil--glukozamin:dolihil-fosfat N-acetil--glukozaminfosfotransferaza. Ovaj enzim katalizuje sledeću hemijsku reakciju
UDP--acetil--glukozamin + dolihil fosfat {\displaystyle \rightleftharpoons } UMP + N-acetil--glukozaminil-difosfodolihol

## Literatura
- Nicholas C. Price; Lewis Stevens (1999). Fundamentals of Enzymology: The Cell and Molecular Biology of Catalytic Proteins (Third изд.). USA: Oxford University Press. ISBN 019850229X.
- Eric J. Toone (2006). Advances in Enzymology and Related Areas of Molecular Biology, Protein Evolution (Volume 75 изд.). Wiley-Interscience. ISBN 0471205036.
- Branden C; Tooze J. Introduction to Protein Structure. New York, NY: Garland Publishing. ISBN 0-8153-2305-0.
- Irwin H. Segel. Enzyme Kinetics: Behavior and Analysis of Rapid Equilibrium and Steady-State Enzyme Systems (Book 44 изд.). Wiley Classics Library. ISBN 0471303097.
- William P. Jencks (1987). Catalysis in Chemistry and Enzymology. Dover Publications. ISBN 0486654605.

## Spoljašnje veze
- UDP-N-acetylglucosamine---dolichyl-phosphate+N-acetylglucosaminephosphotransferase на 